# Джелло Біафра
Джелло Біафра (англ. Jello Biafra, справжнє ім'я Ерік Рід Бушер, Eric Reed Boucher; нар. 17 червня 1958) — американський співак, артист розмовного жанру, член Партії зелених США (Green Party of the United States). Став відомий як автор-виконавець панк-рокового гурту Dead Kennedys. Покинувши гурт, зайнявся незалежним лейблом Alternative Tentacles, заснованим 1979 року з іншим учасником Dead Kennedys Реймондом Пеперелом (Raymond «East Bay Ray» Pepperell). Співпрацював з різними музичними гуртами.
Як політичний активіст Біафра є членом Партії зелених США. Брав участь у президентських виборах США 2000 року, мав серед однопартійців другий після Ральфа Нейдера результат. Має власні погляди на вільне суспільство, що відрізняється від лібералізму чи волюнтаризму, які, на його думку, у політичних цілях пропагують пряму дію і хуліганство. Біафра відомий своїми абсурдними (у стилі Youth International Party) заходами для підкреслення громадянських прав і соціальної справедливості.